# Vale de Salgueiro

Vale de Salgueiro é uma povoação portuguesa sede da Freguesia de Vale de Salgueiro do Município de Mirandela, freguesia com 15,20 km² de área e 344 habitantes (censo de 2021), tendo, por isso, uma densidade populacional de 22,6 hab./km².

## Demografia
A população registada nos censos foi:
| Distribuição da População por Grupos Etários | Distribuição da População por Grupos Etários | Distribuição da População por Grupos Etários | Distribuição da População por Grupos Etários | Distribuição da População por Grupos Etários |
| -------------------------------------------- | -------------------------------------------- | -------------------------------------------- | -------------------------------------------- | -------------------------------------------- |
| Ano                                          | 0-14 Anos                                    | 15-24 Anos                                   | 25-64 Anos                                   | > 65 Anos                                    |
| 2001                                         | 44                                           | 54                                           | 208                                          | 116                                          |
| 2011                                         | 29                                           | 25                                           | 178                                          | 192                                          |
| 2021                                         | 16                                           | 22                                           | 138                                          | 168                                          |

## Festa de Reis
A aldeia de Vale de Salgueiro é conhecida a nível nacional por realizar todos os anos uma característica Festa dos Reis (6 de Janeiro), na qual se podem observar diversos sinais que nos fazem viajar no tempo, até ao período histórico anterior à chegada do Cristianismo, sendo mesmo esta celebração uma reminiscência de antigos cultos pagãos comuns no Nordeste Transmontano. 
Recorde-se que por esta época se efetuam, em vários pontos do Hemisfério Norte, várias festividades associadas ao solstício de Inverno (21 de Dezembro - "o dia mais pequeno do ano" ou, de forma mais exata: o dia em que a noite é mais longa em todo o ano). Trata-se de festejar a vitória da luz sobre a escuridão, do renascimento da Natureza (a exposição solar em cada dia volta a aumentar, até ao máximo atingido no solstício de verão, a 21 de Junho), sendo que a região de Trás-os-Montes é bastante rica nestes eventos onde se misturam a religião com superstições milenares. 
Recorde-se que o dia 6 de Janeiro é oficialmente celebrado pela Igreja Católica precisamente como Dia dos Reis, assinalando a chegada dos "Reis Magos" junto do recém nascido Jesus Cristo. Claro que historicamente não existem certezas sobre estes factos, nem sequer sobre datas. Aliás, o próprio assinalar do Natal católico a 25 de Dezembro é uma convenção, tendo sido escolhido para que o nascimento de Jesus Cristo ficasse sobreposto à antiga festa romana do Natalis Solis Invictus (Nascimento do Sol Invicto). Acrescente-se, ainda, que segundo o calendário juliano (vigente ao tempo de Jesus Cristo), o dia 25 de Dezembro corresponde ao atual 7 de Janeiro, pelo que, por exemplo, os cristãos ortodoxos celebram a véspera de Natal precisamente na noite de 6 para 7 de Janeiro... 
Em Vale de Salgueiro, todos os anos é escolhida uma pessoa (tradicionalmente um homem novo) natural da localidade ou dela descendente para encarnar a figura de um rei, ficando com a incumbência de organizar a festa a realizar no ano seguinte. A cerimónia de entronização e passagem do testemunho ocorre em plena igreja e na presença do pároco local, durante a Missa do Dia de Reis, numa curiosa aceitação desta manifestação popular pagã por parte da Igreja Católica, sendo que o rei velho retira a coroa da sua própria cabeça e a coloca no novo "monarca". De notar que esta coroa surge revestida a veludo e adornada com objetos em ouro emprestados pelos habitantes da aldeia, sendo um óbvio símbolo da riqueza e poder do rei e, de certa forma, da própria população. 
Outro símbolo importante é o bastão com uma laranja incrustada. Destaque ainda para a presença da música e da dança, através da tradicional "Murinheira", da gaita-de-foles e dos bombos, de inspiração celta. 
A partir de 2018 foi destacado pela comunicação social nacional internacional, em particular uma peça da Associated Press, assinada por Helena Alves, e amplamente divulgada pela comunicação social americana, mostrando crianças pequenas a fumar, incentivadas pelos próprios pais, como parte de uma alegada tradição local. A prática era justificada como fenómeno social de interrupção do tempo comum, tal como sucede no Carnaval, durante o qual também são permitidos comportamentos sociais não aceites no resto do ano. O impacto negativo das reportagens sobre essa alegada tradição, cuja origem é incerta, mostrando por todo o mundo imagens de crianças de tenra idade, algumas com menos de cinco anos, de cigarro na boca, levou a que a prática fosse cancelada nos festejos do dia de Reis de 2024.
Na edição da festa de 2016, no âmbito da Feira dos Reis local, foi apresentado e colocado à venda o primeiro livro dedicado em exclusivo a descrever e analisar a tradição da Festa do Dia de Reis de Vale de Salgueiro, da responsabilidade de José Ribeirinha Lopes e editado pela editora TyR.